# لامیا (افسانه)

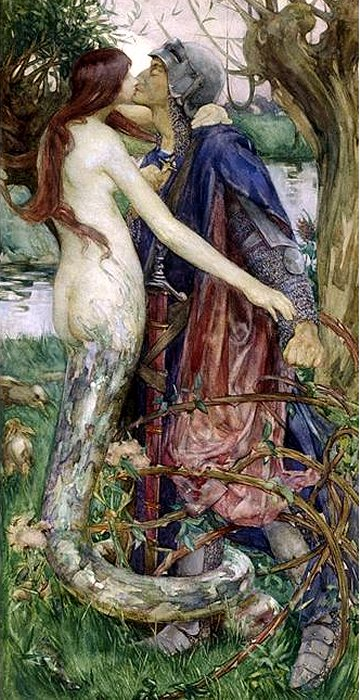
بوسهٔ ساحره (ایزوبل لیلیان گلوگ، حدود ۱۸۹۰) الهام گرفته شده از لامیا اثر جان کیتس که لامیا را نیمه‌مار و نیمه‌زن به تصویر می‌کشد

لامیا (به یونانی: Λάμια) در افسانه‌های یونان باستان نام شهبانویی است از لیبی که تبدیل به الهه‌ای کودک‌خوار گشت. آریستوفان ریشه این نام را در کلمه یونانی (λαιμός; laimos) به معنی «مری» می‌داند که به عادت او در بلعیدن کودکان اشاره دارد.
لامیا عفریته‌ای بود که بالاتنه‌اش زن و پایین‌تنه‌اش مار بود.
طبق یک روایت از این افسانه، لامیا یکی از عاشقان زئوس بود. الهه هرا، همسر زئوس، از سر خشم و حسادت کاری کرد که لامیا دیوانه شود و تمام فرزندان خود را بخورد. وقتی لامیا به خود آمد و دریافت که چه کرده‌است، به قدری عصبانی شد که به یک هیولای نامیرا بدل گردید و به خاطر حسادت به مادران دیگر شروع به مکیدن خون نوزادان کرد.
لامیا همانند زنان بسیاری در اساطیر یونان، تنها به دلیل زیبایی ظاهریش مورد غضب دست تقدیر بوده و به هیچ طریقی نتوانست از چشمان زئوس دور بماند و همهٔ ما می‌دانیم که زئوس با زنان زیبا چه می‌کند … و چه کسی بعد از آن سرزنش می‌شود.
داستان می‌گوید که لامیا زمانی ملکهٔ لیبیا (Libya) بود که معشوقهٔ محبوب زئوس خدا شد (با زور یا انتخاب خود، هیچ‌وقت به ما گفته نشده‌است). طبیعتاً، هِرا همسر زئوس متوجه این عشق‌بازی شد — او شمی قوی برای اینجور چیزها داشت — و به جای مجازات کردن شوهرش، خشمش را بر سر لامیا خالی کرد. این کار برای هِرا نامعمول نیست؛ اگرچه مفهوم سرزنش زن به خاطر خیانت مرد موضوعی است که در طول تاریخ و اساطیر باستان، زیاد اجرا می‌شود.
هِرا برای مجازات لامیا او را به هیولایی تبدیل کرد و فرزندان لامیا را در مقابل چشمان او و در حالی که برای متوقف ساختن خشم الهه ناتوان بود، کشت. چندین حکایت متفاوت دربارهٔ اتفاقی که در اینجا افتاده، وجود دارد که بسته به منبع شان اینگونه‌اند:
مثل اینکه کشتن فرزندانش برای هِرا کافی نبود و او بعد از آن توانایی لامیا برای پلک زدن یا بستن چشمانش را از وی گرفت تا او تا ابد گرفتار منظرهٔ فرزندان مرده‌اش شود. هِرا واقعاً فرزندان لامیا را نکشت — تنها آن‌ها را دزدید — و باعث شد لامیا از اندوه دیوانه شود و چشمان خودش را بدرد.
هِرا به جای اینکه خودش فرزندان لامیا را بکشد، او را مجبور به کشتن و بلعیدن فرزندان خودش کرد.
چه از دیوانگی ناشی از اندوه برای مرگ فرزندانش باشد و چه به عنوان بخشی از مجازات هِرا یا به عنوان هدیه‌ای از سوی زئوس به منظور ستاندن انتقام از دنیا به خاطر آنچه که به سر او آمده بود، لامیا به هیولایی مارمانند تبدیل شد که کودکان آدم‌های دیگر را شکار کرده و می‌بلعید.
لامیا پیش از آنکه به یک هیولای وحشتناک تغییر شکل دهد — که بر طبق بعضی از نسخه‌های اسطوره، می‌تواند چشمانش را با ارادهٔ خویش درآورد و دوباره آن‌ها را سر جایشان بگذارد — زن جوان زیبایی بود. آنقدر زیبا که توجه خدایی به نام زئوس را به خود جلب کرد.
به عنوان هیولا، نیمهٔ پایینی بدنش دم ماری است که از کمر شروع می‌شود – اگرچه این توصیف خاص به شعری از جان کیتس در سال ۱۸۱۹ (که به‌طور مناسبی «لامیا» نام گذاری شده‌است) نسبت داده می‌شود تا اسطورهٔ اصلی. در مقابل دیودوروس سیکولوس (Diodorus Siculus) مورخ یونان باستان صرفاً او را فردی دارای چهره‌ای کریه یا از ریخت‌ افتاده توصیف می‌کند.
آثار هنری اوایل قرن بیستم اغلب او را به عنوان زن جوان جذابی به تصویر کشیده‌اند که پاهای خود را حفظ کرده‌است اما پوست مار دور بازوها، کمر یا تمام رانش را پوشانده‌است.
عجیب است که لامیا در لغت به معنی «کوسه» بوده و هیچ ربطی به مار یا دیو ندارد.
بعد از تغییر شکلش، گفته می‌شود که لامیا با خشمی ناشی از حسادت در زمین سرگردان شد و کودکان دیگران را بلعید تا هیچ‌کس نتواند خوشحال باشد و در بعضی نسخه‌های داستان، اصلاً همین عمل است که او را به یک هیولا تبدیل می‌کند.
با گذشت زمان، اسطوره لامیا کمتر به بلعیدن کامل کودکان پرداخت و بیشتر روی مکیدن خونشان متمرکز شد. او در اساطیر باستان به عنوان شخصی خون‌آشام شناخته شد و از شایعه حضورش توسط مادران در یونان باستان برای ترساندن کودکان استفاده می‌شد؛ احتمالاً برای اینکه آن‌ها را مجبور به رفتار درست کنند که این امر، شباهت بسیاری به داستان‌های «لولوخورخوره» از تاریخی متاخرتر دارد.
اساطیر، در طول زمان، دستخوش تغییرات بسیاری می‌شوند و هنگامی که اسطورهٔ لامیا وارد اساطیر روم شد، جنبهٔ دیگری به شخصیتش افزوده گشت: او بدل به نمونه‌ای اولیه برای خون‌آشام امروزی شد. به‌جای داشتن دم مار، او در ظاهری شبیه زنی زیبا باقی ماند — همان‌طور که او در نقاشی لامیا (نسخه اول) اثر جان ویلیام واترهاوس در سال ۱۹۰۵ یا نقاشی لامیا اثر هربرت جیمز دراپر در سال ۱۹۰۹ به تصویر کشیده شده‌است — و گفته می‌شد که مردان را اغوا می‌کرد تا خونشان را بنوشد و جانشان را از بدنشان بیرون بکشد.
این عقاید سپس به باورهای فولکلورتری دربارهٔ لامیاهای متعدد تغییر پیدا کرد که همان خصیصهٔ خطرناک اغوا کردن مردان جوان به منظور نوشیدن خونشان را حفظ کرده‌است.